# Daemonolatreiae libri tres
Daemonolatreiae libri tres è un'opera del 1595 di Nicolas Rémy. Nel 1929 è stato tradotto da Montague Summers come Demonolatria.
Insieme al Malleus Maleficarum, è ritenuta una delle opere più importanti su demoni e streghe. Il libro è stato scritto basandosi sui processi capitali di circa 900 persone, poi messe a morte, in un arco temporale di quindici anni nel Ducato di Lorena, accusate del crimine di stregoneria.
La Daemonolatreiae riporta le citazioni di moltissimi autori, antichi e moderni, tra cui Johann Weyer, ritenuto un'autorità anche se non ci fosse nessuna particolare  differenza tra la sua posizione e quella di Rémy. Cosa più importante, tuttavia, il libro si basa anche su casi di archivio, purtroppo sembra che Rémy non abbia mai specificato i casi analizzati, rendendo quindi impossibile confrontare il suo resoconto rispetto ai documenti originali.

## Edizioni
- Summers (a cura di), Demonolatry, reprinted by Kessinger Publishing, 2003  [1929], ISBN 0-7661-3630-2.